# Maciste contro tutti
Maciste contro tutti è un album dal vivo collettivo dei gruppi musicali italiani C.S.I., Disciplinatha e Üstmamò, pubblicato nel 1993.

## Descrizione
L'album è una testimonianza del concerto tenuto dal Consorzio Suonatori Indipendenti (C.S.I.), dai Disciplinatha e dagli Üstmamò il 18 settembre 1992 all'interno del Festival delle Colline, presso il Centro per l'arte contemporanea Luigi Pecci di Prato. Inizialmente, avrebbe dovuto essere un concerto unico; in seguito, si è invece svolto un mini-tour nel febbraio 1993.
È l'album con cui viene sancita la nascita del Consorzio Suonatori Indipendenti (C.S.I.), con la formazione che incise l'album Epica Etica Etnica Pathos a nome CCCP - Fedeli alla linea, fatta eccezione per Ringo De Palma, deceduto, Danilo Fatur e Annarella Giudici. Da notare che le canzoni eseguite dal vivo dai C.S.I. risalgono al repertorio dei disciolti CCCP.
L'ultima traccia, Aghia Sophia, termina in realtà con uno spezzone, non cantato, di Punk Islam.
Il 10 settembre 2017, in occasione del venticinquesimo anniversario del celebre concerto, ne viene riproposta una nuova versione celebrativa, con la presenza di tutti i membri storici dei CCCP, eccetto Giovanni Lindo Ferretti, Annarella Giudici, lo scomparso Ringo De Palma,  Alla formazione ufficiale si aggiungono come ospiti Peppe Voltarelli, Angela Baraldi, Ginevra Di Marco (già membro del Consorzio Suonatori Indipendenti, nato dalle ceneri dei CCCP), Francesco Di Bella e Max Collini (vocalist e frontman degli Offlaga Disco Pax).

## Tracce
1. Üstmamò – Üstmamò
2. Üstmamò – Amminramp
3. Üstmamò – Vietato vietato
4. Üstmamò – Finkela barkava
5. Disciplinatha – I Love You
6. Disciplinatha – Addis Abeba
7. Disciplinatha – Crisi di valori
8. C.S.I. – Emilia paranoica
9. C.S.I. – Spara Jurij
10. C.S.I. – Mozzill'o re
11. C.S.I. – Valium Tavor Serenase
12. C.S.I. – Morire
13. C.S.I. – Madre
14. C.S.I. – Depressione caspica
15. C.S.I. – Maciste contro tutti
16. C.S.I. – Aghia Sophia
17. C.S.I. – Punk Islam

## Formazione

### Üstmamò
- Mara Redeghieri - voce
- Luca Alfonso Rossi - voce, basso, batteria
- Ezio Bonicelli - violino, chitarra, cori
- Simone Filippi - chitarra, cori

### Disciplinatha
- Cristiano Santini - voce, chitarra, tastiere
- Dario Parisini - chitarra
- Daniele Albertazzi - batteria
- Roberta Vicinelli - basso, cori
- Valeria Cevolani - voce, cori
- Dalia Zipoli - cori

### C.S.I.
- Giovanni Lindo Ferretti - voce
- Massimo Zamboni - chitarra, armonica
- Giorgio Canali - chitarra, cori
- Gianni Maroccolo - basso, cori
- Francesco Magnelli - tastiere, cori
- Alessandro Gerby - percussioni, cori
- Roberto Zamagni - batteria
- Patti Vasirani - voce